# Aschebrock (Adelsgeschlecht)

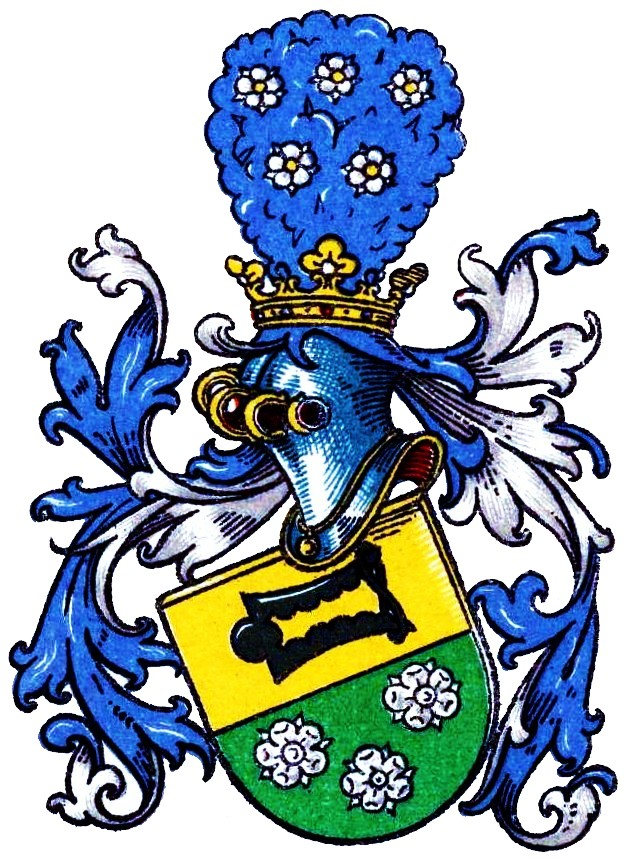
Wappen derer von Aschebrock

Die Herren von Aschebrock (auch: Dorneburg genannt Aschebrock) waren ein westfälisches Adelsgeschlecht. Das Geschlecht ist eines Stammes mit den Dorneburg genannt von der Lage.

## Geschichte
Der Stammsitz des märkischen Geschlechts war Haus Dorneburg am Dorneburger Bach mit großen Besitzungen im Herner Stadtteil Eickel und benachbarten Bauerschaften. Demnach war Dorneburg der ursprüngliche Familienname. Erst später nahmen sie den Rufnamen Aschebrock als Hauptnamen an.
1243 wurde ein Conrad von der Dorneburg genannt von Aschebrock, erstmals erwähnt. Diese Familie verzweigte sich in mehreren Nebenlinien (zur Malenburg, zu Nosthausen) und vererbte ihren Stammsitz an die Familie von der Brüggeney genannt Hasenkamp. 1299 wird ein Rütger von Darnborg, 1300 eine von Aschebruch zur Mahlenburg vermählt mit einem von Vittinghoff, 1303 ein Chunrad de Dornenburch. Es folgen diverse weitere Familienmitglieder, u. a. 1391 Johann von Dorneburg gen. Aschebrock, Vogt zu Bochum.
Das Geschlecht erlosch gegen 1800.

## Persönlichkeiten
- Dietrich von Dorneburg († 1285), 1273 bis 1276 Vizedominus und von 1270 bis 1285 Domherr in Münster
- Johann von Aschebrock († im 16. Jahrhundert), römisch-katholischer Priester und Domherr in Münster
- Rotger von Aschebrock († im 17. Jahrhundert), Domherr in Hildesheim und Münster
- Heinrich von Aschebrock († 1624), von 1616 bis 1624 Abt von Corvey

## Wappen
Blasonierung: Von Gold und Grün geteilt, oben in Gold eine liegende, nach links geöffnete, schwarze Pferdepramme, unten drei (2:1) silberne Rosen. Auf dem gekrönten Helm im Oberwappen ein mit Dornen durchflochtener und mit fünf (3:2) silbernen Rosen belegter blauer Wedel. Die Helmdecken in blau–silbern.
Das Wappen ist bis auf die Tingierung des unteren Feldes identisch mit dem Wappen derer von Dorneburg genannt von der Lage.